# Scolitantides telephii
Scolitantides telephii är en fjärilsart som beskrevs av Eugen Johann Christoph Esper 1779. Scolitantides telephii ingår i släktet Scolitantides och familjen juvelvingar. Inga underarter finns listade.